# Turčianska kotlina
Turčianska kotlina (ve starších pramenech také Turčianska Záhradka, česky Turčanská kotlina, maďarsky Turóci-medence) je kotlina na středním Slovensku vymezující oblast Turce, která zároveň zabírá plochu okresů Turčianské Teplice a Martin v Žilinském kraji. Jde o malé protažené území uzavřené z východní strany pohořím Veľká Fatra, ze západu pohořím Malá Fatra, z jihu pohořím Žiar (s navazující Hornonitrianskou kotlinou) a Kremnickými vrchy. Na severu se za pohořím Krivánské Malé Fatry nacházejí Oravské Beskydy. Má prodloužený tvar v severo-jižním směru se šířkou přibližně 10 kilometrů a délkou 30 kilometrů. Na území kotliny se v dávných dobách nacházelo jezero, resp. moře, o čemž svědčí zdejší bohatá vápencová ložiska s poměrně vysokým výskytem fosílií. Centrálním vodním tokem, který protéká napříč celou kotlinou je řeka Turiec, která se ve Vrútkách vlévá zleva do Váhu, který protéká po jejím severním okraji a rozděluje Malou Fatru na dvě různé části.

## Charakteristika
Turčanská kotlina patří mezi nejuzavřenější a nejjednotnější celky Slovenska. Průměrná nadmořská výška se zde pohybuje okolo 400–500 metrů. Porost tvoří smíšené lesy s převahou listnatých stromů, hlavně buku a javoru, z jehličnanů se zde vyskytují převážně smrky. Turčanskou kotlinou protéká řeka Turiec, která pramení na jihu v pohoří Kremnické vrchy a na severním okraji kotliny se zleva vlévá do řeky Váh.
Turčanskou kotlinu můžeme podnebně zařadit mezi mírně teplé oblasti se zimními průměrnými teplotami -2 až -5 °C a letními teplotami 16 až 18 °C. Počet dní se sněhovou pokrývkou se pohybuje mezi 60–80, počet letních dní mezi 30–50.

## Chráněná území

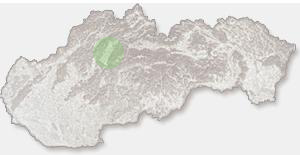
Turčianská kotlina na Slovensku

Turčanská kotlina není zařazena mezi slovenské chráněné krajinné oblasti, ale malá část území na východě spadá do Národního parku Veľká Fatra. Kromě toho se zde nalézají jiná místa, která pro svůj vzácný přírodní potenciál, byla zařazena mezi chráněná území.
V roce 1974 byla vyhlášena státní přírodní rezervace Kláštorské lúky se vzácnými chráněnými rostlinami. Nedaleko obce Mošovce se nachází chráněná přírodní památka Mošovské aleje. Aleje jsou osázeny javory, jasany, kaštany a lípami a jsou dokladem citlivého vztahu našich předků k přírodnímu prostředí a schopnosti zakomponovat vhodné přírodní prvky do horského panoramatu. K přírodním památkám patři Jazernické jazierko, národní přírodní rezervací (od roku 1962 původně chráněným nalezištěm) je Turiec.